# Венжево (Мазовецьке воєводство)
Венжево (пол. Wężewo) — село в Польщі, у гміні Красне Пшасниського повіту Мазовецького воєводства.
Населення — 269 осіб (2011).
У 1975-1998 роках село належало до Цехановського воєводства.

## Демографія
Демографічна структура станом на 31 березня 2011 року:
|          | Загалом | Допрацездатний вік | Працездатний вік | Постпрацездатний вік |
| -------- | ------- | ------------------ | ---------------- | -------------------- |
| Чоловіки | 133     | 31                 | 92               | 10                   |
| Жінки    | 136     | 20                 | 78               | 38                   |
| Разом    | 269     | 51                 | 170              | 48                   |